# Colt M1911
« Colt 45 » redirige ici. Pour les autres significations, voir Colt 45 (homonymie).
Ne doit pas être confondu avec Colt .45.
Le M1911, souvent désigné à tort sous l'appellation de « Colt 45 », est un pistolet semi-automatique à platine simple action, avec un chargement par court recul du canon. Il a été le pistolet standard des forces armées des États-Unis pendant 74 ans, de 1911 à 1985. Les modèles civils et la plupart des modèles livrés aux forces américaines étaient fabriqués par la Colt's Patent Fire Arms Manufacturing Company, à Hartford, dans le Connecticut.
Le sigle ACP signifie « Automatic Colt Pistol » et fait référence à différents calibres de munitions, notamment le .25 ACP, également connu sous le nom de 6,35 mm, le .32 ACP, qui mesure 7,65 mm (ou 7,65x17 et est parfois appelé 7,65 AUTO), ainsi que le .45 ACP, équivalent à 11,43 mm (le M1911 utilisant le .45 ACP).
Le M1911 est une des rares armes à avoir été utilisées massivement lors des deux guerres mondiales. Il est souvent associé au calibre .45 ACP en raison de son utilisation courante de cette munition, mais le terme « Colt 45 » peut également se référer à d'autres armes et cartouches Colt. Pour plus de précision, il est préférable de se référer au M1911 par son nom complet ou par « M1911 .45 ACP » pour indiquer clairement le modèle de pistolet et la cartouche qu'il utilise

## Historique
Conçu par John Moses Browning, le pistolet est adopté le 29 mars 1911 par l'US Ordnance Department et commence à être fabriqué le 28 décembre.
Le Model M1911 est l'arme d'ordonnance de l'Armée américaine pendant la Première Guerre mondiale, il est alors fabriqué par la Colt's Patent Fire Arms Manufacturing Company, la Remington-UMC, la Springfield Armory et la North American Arms Company.
Particulièrement robuste et fiable dès sa première version, il est modernisé en 1926, devenant le M1911A1.
Durant la Seconde Guerre mondiale, les fabricants du modèle M1911A1 sont, à côté de Colt (421 807 unités de 1939 à 1945), à partir de 1941 la Singer Manufacturing Company (500 unités en 1940), la Union Switch & Signal (en) (55 000 en 1943), la Remington Rand Inc. qui est le premier producteur (877 751 unités) et la Ithaca Gun Company (en) (355 467 unités).

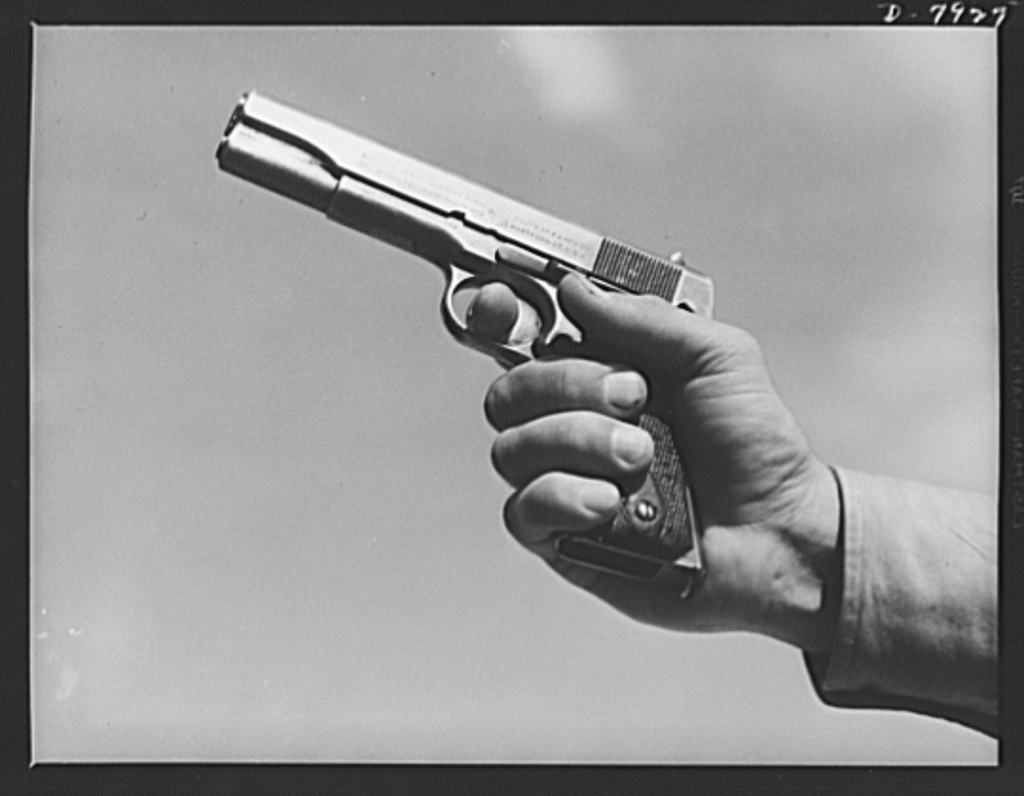
M1911 dans la main d'un soldat américain de la Seconde Guerre mondiale.

L'Argentine est le premier utilisateur étranger du M1911A1 sous la forme du Colt 1927. Les différences entre les M1911 et 1911A1 concernent entre autres la forme du marteau (chien, qui a été simplifié), un fraisage sur la carcasse à l'arrière du pontet pour faciliter l'accès de l'index à la queue de détente (dans ce même but, la détente a été raccourcie), le logement du ressort du marteau a été bombé et quadrillé voire strié (pour permettre un tir plus instinctif car certaines personnes dans cet exercice tiraient trop bas), le guidon a été grossi et muni d'une face arrière inclinée, les plaquettes de crosse ont été simplifiées et remplacées par du plastique (d'origine en bois), le bronzage a été remplacé par une parkérisation (phosphatage), le « beaver tail » (sécurité arrière en « queue de castor ») a été allongé pour éviter aux tireurs (toujours ceux munis de grandes mains) de se faire coincer la peau entre cette pièce et le chien. La plupart de ces modifications ont été apportées surtout pour des besoins de rentabilité qu'une grande production d'armes de guerre exige. Un « M1911 » est aujourd'hui une pièce de collection rare d'une fabrication beaucoup plus soignée.
Colt, malgré une forte demande militaire, n'accorda que deux licences de fabrication. Ainsi, pour le compte de la Norvège, la Fabrique d'armes de Kongsberg produisit le M1911 sous une forme légèrement modifiée (arrêtoir de culasse coudé pour le tir avec gants) devenu le Kongsberg M1914 Auto Pistol cal. 11,25 mm (diamètre pris au plat des rayures). Ce M1914 sera produit sous contrainte pour la Wehrmacht entre 1940 et 1945. De même, la FMAP (Fabrique militaire d'armes portatives) de Rosario produisit le M1927A1 (M1911A1) cal. 11,25 mm après 1945 pour armer les policiers et militaires argentins. De nombreux fabricants espagnols (Llama Gabilondo y Cia SA, Star) réalisèrent des copies simplifiées des M1911 et M1911A1, absorbées principalement par l'Amérique latine.

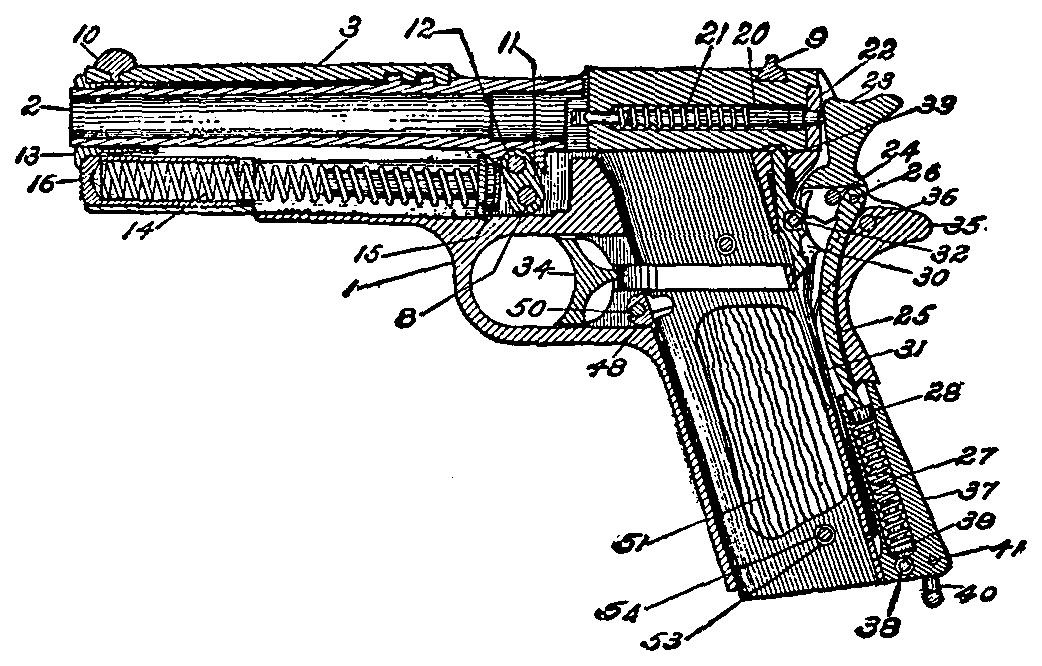
Schéma du pistolet tiré d'un manuel d'entraînement pour soldats américains, Seconde Guerre mondiale.

L'arme originale est exclusivement chambrée en .45 ACP, une munition de fort calibre (11,43 mm), et fonctionne en simple action. La munition qu'elle emploie est une balle de gros calibre lourde et lente qui développe un recul important pour une énergie de 49 kgm (477 J) pour le chargement militaire standard mais en limitant la capacité de l'arme à huit coups (une cartouche dans la chambre, sept dans le chargeur). Le M1911 à la base, a été commandé par l'US Army dans le but de remplacer les revolvers de calibre .38 par le .45 avec une puissance d'arrêt bien plus élevée : le calibre .38 porta notamment préjudice aux Américains dans la guerre hispano-américaine de 1898 pour le contrôle de Cuba. Les revolvers d'époque en effet, eurent du mal à arrêter l'ennemi d'un coup. Le .45 ACP et le Colt M1911 constituent toujours une tradition américaine qui a de fervents supporters en Amérique du Nord. Il est encore aujourd'hui considéré par beaucoup de tireurs, de représentants des forces de l'ordre et de militaires des forces spéciales comme le meilleur pistolet semi-automatique disponible.
À la fin des années 1920, Colt chambre son pistolet aussi en .38 Super Auto (9 mm) avec un chargeur de neuf coups. Ces armes sont très prisées en Amérique du Nord, le Colt .38 Super Auto équipant longtemps la police mexicaine, ainsi que des polices d'Amérique du Sud.
L'adoption en 1985 du M9 chambré en 9 mm Parabellum en remplacement du Colt 1911 a donné lieu à de nombreuses querelles de chapelle. Très répandu sur le marché civil américain, le Colt connaît un grand nombre de clones et de versions « customs » comme le P14-45, le American Classic 2 ou le Coonan .357 Magnum.
En 1991, pour célébrer les 80 ans du M1911, Colt a produit le M1991A1. Pour cette nouvelle série, la firme de Hartford a décidé de faire démarrer les numéros de série là où elle les avait arrêtés lorsqu'elle mit fin à la production militaire du M1911A1.
Encore très largement répandu au sein de la police ou des unités spéciales et plus encore sur le marché civil, le Colt 1911 a dépassé sans difficulté le siècle d'existence. Depuis l’expiration des brevets, le Colt M1911 est copié par de nombreux fabricants aux États-Unis et partout dans le monde.
C'est une arme qui a la réputation d'être fiable et robuste. Par exemple, elle a été utilisée par les Combined Operations Pilotage Parties (COPP) car elle était une des rares armes qui fonctionnait toujours même pleine d'eau salée et de sable.

## Principales variantes proposées par la firme Colt

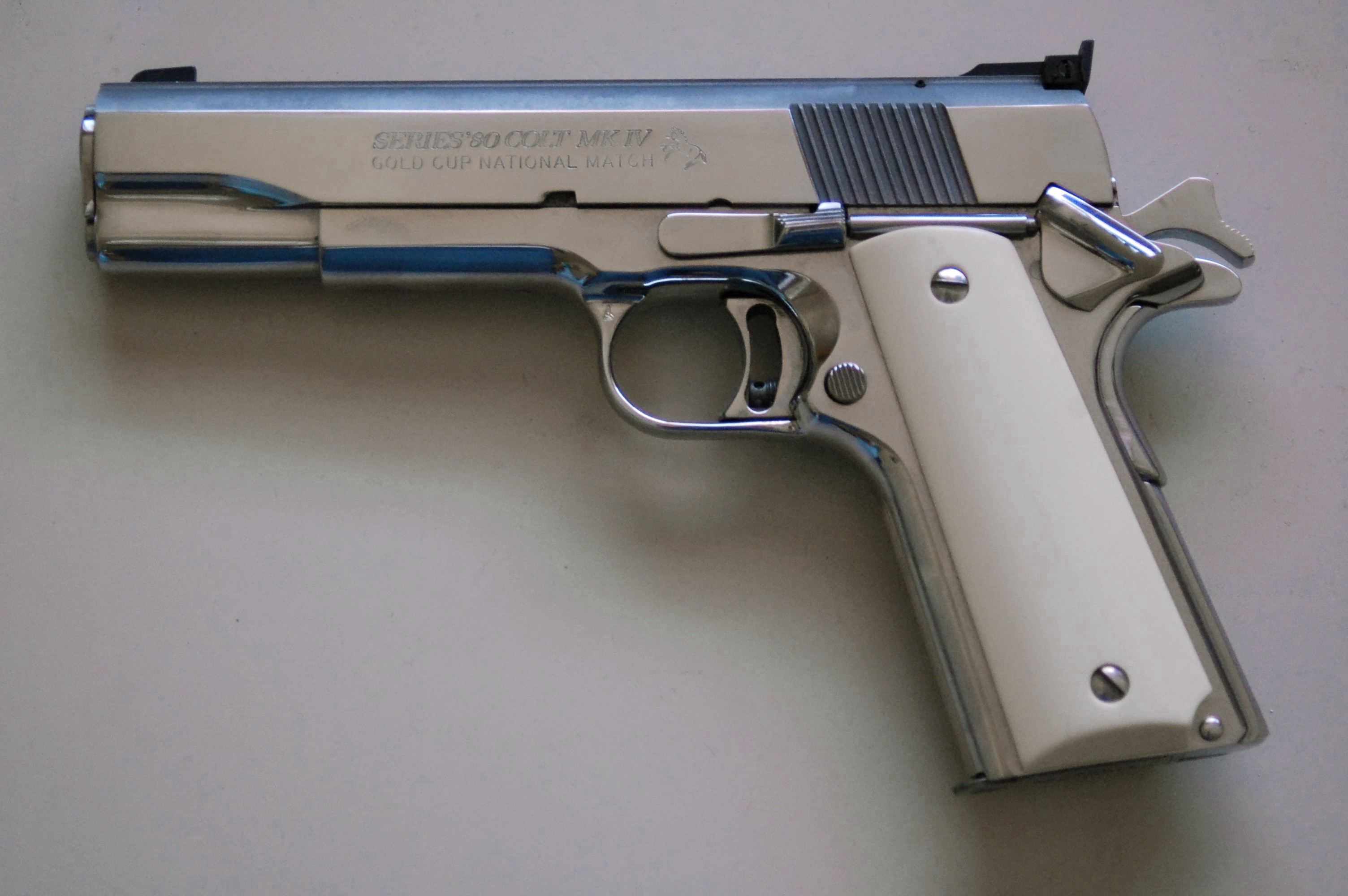
Colt Series 80 Gold Cup National Match.

Dès 1930, son fabricant a proposé le Colt ACE en .22 LR afin de faciliter l'entraînement des GI. Puis les tireurs sportifs ont pu utiliser des Colt National Match, devenus ensuite Gold Cup, équipés d'une visée réglable.
À partir des années 1950, la firme Colt a proposé sur le marché des armes de police et de défense personnelle, les Colt Mk IV (Series 70 * .puis Series 80), XSE. Enfin en faisant varier l'encombrement et le calibre, sont apparus des dérivés du M1911 que sont les Colt Commander/Combat Commander/Lightweight Commander, Colt Government Model .380, Colt Officer's ACP et Colt Delta Elite. Aujourd'hui un modèle plus moderne existe : le Wide body 1911 en .45 ACP avec une capacité de 14 coups

## Diffusion militaire des 1911/1911A1
En dehors des forces armées américaines, les pistolets semi-automatiques Colt M1911/M1911A1 armèrent de nombreux soldats à l'étranger.

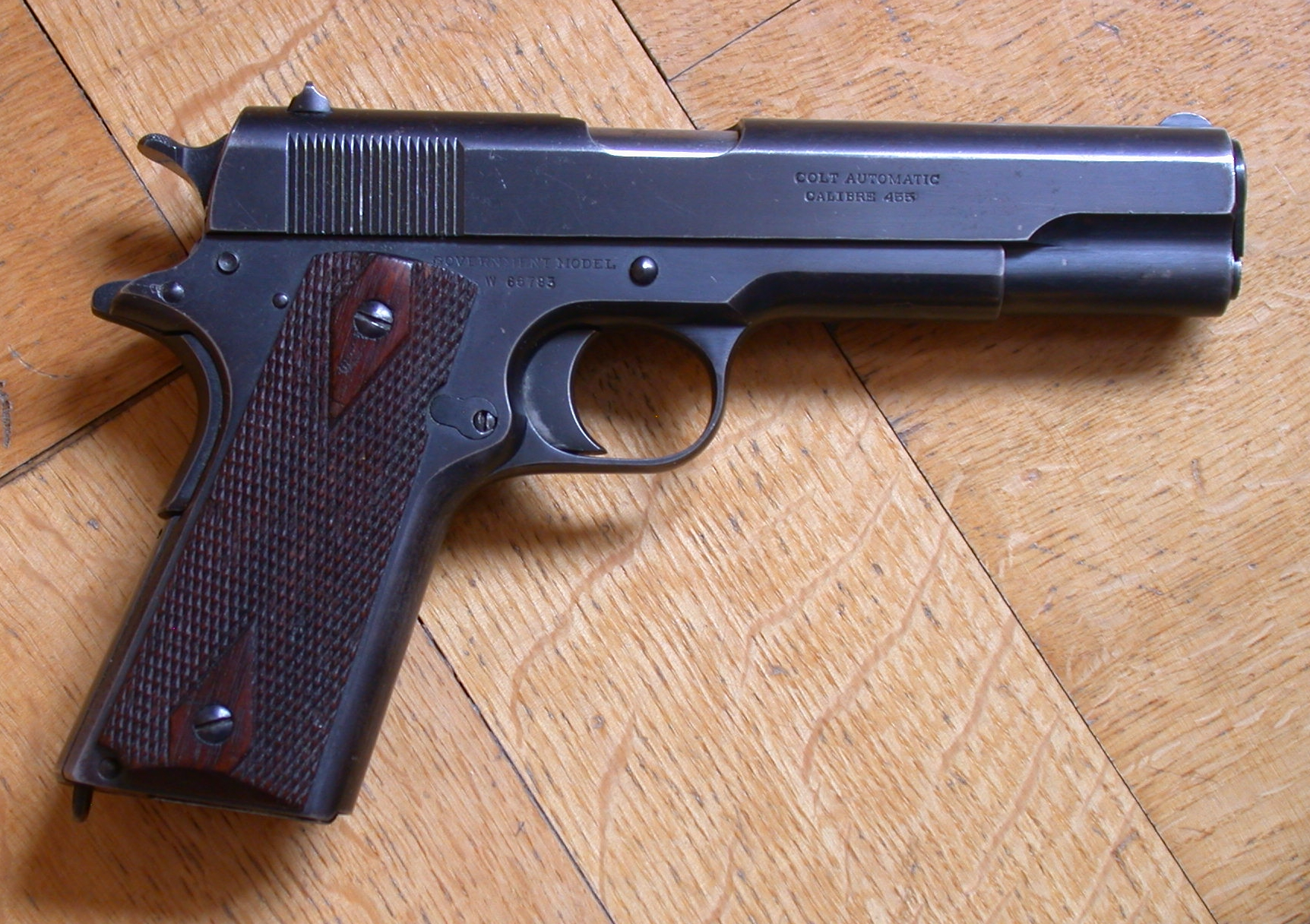
Colt M1911 en calibre .455.

### M1911
Pendant la Première Guerre mondiale, le Colt M1911 fut exporté au Royaume-Uni et, en 1920, transféré au Royal Flying Corps et poinçonné « RAF » (Royal Air Force) en calibre .455 Webley, rarement en .45 ACP, en France (1915-1916 pour les tankistes et nettoyeurs de tranchées), en Russie (marqué « Англ. заказъ », angl. zakaz — commande anglaise), et au Canada.
D'autres acquéreurs du M1911 furent l'Argentine, le Brésil, le Guatemala, le Mexique, la Norvège, les Pays-Bas et les Philippines.

### M1911A1
Pendant la Deuxième Guerre mondiale, le Colt M1911A1 fut le pistolet d'ordonnance des forces armées américaines, en plus, ils armèrent de nombreux soldats des forces alliées dans le cadre du programme Lend-Lease.

### Durant la guerre froide
- Algérie : ALN puis Armée nationale populaire (pris sur l'armée française ou fournis par le trafic d'armes durant la guerre d'Algérie).
- Arabie saoudite
- Argentine : fabrication sous licence du M1927.
- Autriche : en service dans la Bundesheer comme P11 aux côtés des Browning GP35 et Walther P38.
- Birmanie
- Brésil
- Cambodge
- Chili
- Colombie
- Corée du Sud
- Costa Rica
- Cuba : livraisons avant la révolution cubaine.
- France
- Maroc
- Taïwan : M1911A1 US/Pistolet T51 (arsenaux taïwanais sous licence) adopté en 1962.

### Après 1990

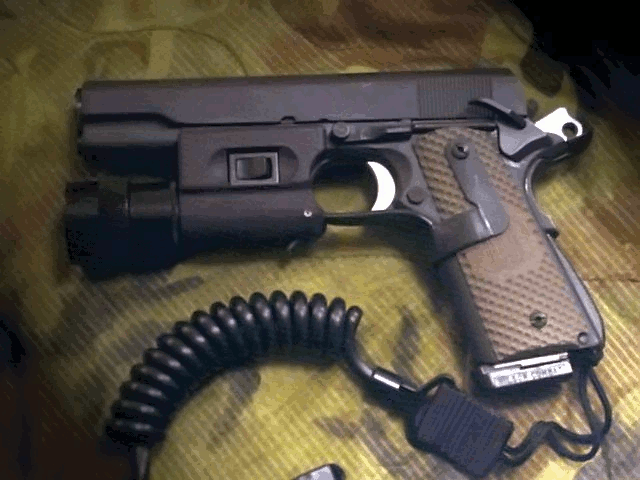
Le MEU (SOC) des Marines.

La réputation de la puissance d'arrêt du .45 Auto a remis au goût du jour les Colt M1911 dans les armées et polices des pays suivants :
- Brésil : usage massif des IMBEL M973 en 9 mm Parabellum (Forces armées) mais surtout en .40 S&W et .45 ACP sont d'usage courant dans les différentes polices brésiliennes au côté du Taurus PT-1911 (calibre .45). Les versions chambrés en .380 ACP du PA IMBEL MD1 sont courantes sur le marché civil ;
- États-Unis : les opérateurs du SWAT de la Police de Los Angeles et du Hostage Rescue Team du FBI utilisent des clones modernisés du Colt .45 Auto, comme de nombreux officiers et enquêteurs des polices locales américaines. Enfin l'élite formée par les commandos de l'United States Marine Corps Force Reconnaissance s'est rééquipée en M1911A1 au détriment du Beretta M9. Ce PA est le MEU(SOC) qui est une transformation basée sur le M1911, et réalisé par le Rifle Team Equipment Shop basé à Quantico ;
- Mexique : les versions du Colt M1911, chambrées en .380 ACP sont courantes sur le marché civil. Les cartels mexicains utilisent la plupart des modèles disponibles à la vente aux États-Unis.

## Usage militaire aux États-Unis et en France
Au poing des officiers des forces armées américaines, le Colt .45 a notamment servi durant les :
- Première Guerre mondiale ;
- Seconde Guerre mondiale ;
- Guerre de Corée ;
- Guerre du Viêt Nam ;
- Invasion de la Grenade.

De son côté, l'Armée française l'utilisa durant les :
- Première Guerre mondiale ;
- Seconde Guerre mondiale ;
- Guerre d'Indochine ;
- Guerre de Corée ;
- Guerre d'Algérie.

## Transformations et copies
Ses qualités et sa popularité sur le marché de la défense personnelle aux États-Unis ont amené plusieurs firmes à produire des variantes de ce Colt. Ces clones mesurent tous environ 22 cm pour 1 100 g à vide. Leur chargeur contient généralement sept ou huit cartouches. Ils sont enfin chambrés pour les munitions suivantes :
- 9 mm Parabellum ;
- .38 Super Auto ;
- .40 S&W ;
- 10 mm Auto ;
- .45 ACP.

Il existe également un grand nombre de conversions : une culasse, un chargeur, un canon, un ressort et un arrêtoir de culasse spécifiques permettent de convertir un gold cup et de changer le calibre : exemple en 38 spécial wad cutter mais aussi dans d’autres calibres très variés et utilisés par des tireurs sportifs.

### Aux États-Unis

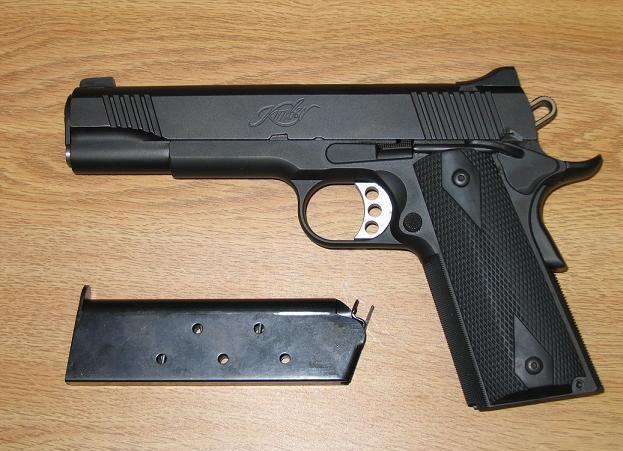
Le Kimber Custom TLE II en .45 ACP. Adopté par la Police de Los Angeles, il est d'aspect identique au Springfield TRP du FBI.

En plus des clones modernes destinés aux citoyens que sont les Remington R1, Ruger SR1911 (en), SIG-Sauer GSR (en) et autres Smith & Wesson SW1911, il existe des variantes destinées aux policiers américains.

#### Kimber Custom TLE
Utilisé notamment par les opérateurs des SWAT Teams des LAPD et Orange County Sheriff's Department (Californie).

#### Springfield Armory TRP
Le Springfied TRP est un modèle basé sur le M1911, destiné initialement aux opérateurs du HRT du FBI. L'entreprise Springfield Armory, Inc. propose d'autres versions (dont le GI .45) pour le marché civil sous le nom de Springfield Armory M1911A1, qui sont majoritairement importées du Brésil et sortent des usines d'IMBEL.

### Autres pays

#### IMBEL MD1 et Taurus PT1911
Fabriqué par l'Indústria de Material Bélico do Brasil (IMBEL), le pistolet MD1 et ses variantes sont des dérivés brésiliens du Colt M1911, à l'instar du Taurus PT1911. Ces deux modèles sont disponibles surtout sur les marchés sud-américain et nord-américain où le MD1 est vendu sous le nom de Springfield Armory M1911A1.

#### Norinco 1911A1
Afin de satisfaire les tireurs sportifs nord-américains et européens, la firme chinoise Norinco fabrique et exporte des copies nommées :
- 1911A1 : copie du Colt M1911A1 militaire en .45 ACP (aux normes strictes Mil-Spec ou USGI) soit en version bronzée ou soit en parkérisation ;
- NP-30 : version 1911A1 avec un chargeur de dix coups de grande capacité avec des options sportives ;
- NP-15 : version 1911A1 de grande capacité de quatorze coups et des options sportives ;
- NP-9 : copie du Colt M1911A1 en 9 × 19 mm para ;
- NP-28 : copie du Colt M1911A1 en 9 × 19 mm mais avec une grande capacité.

#### Espagne
- Le pistolet Isard est conçu sur les ordres du gouvernement de Catalogne pendant la guerre d'Espagne.

#### Italie
- La firme Tanfoglio fabrique de nombreuses répliques de Colt 1911 : Tanfoglio Witness 1911.

#### Philippines
- La firme Metro Arms Corporation fabrique plusieurs répliques du Colt 1911[7].

## Dans la culture populaire
Le Colt .45 auto arme de nombreux vétérans de la Seconde Guerre mondiale ou du Vietnam peuplant le roman noir, des films noirs et autres séries policières que sont Mike Hammer, Thomas Magnum, Walt Longmire et Dave Robicheaux.
Ce Colt apparait dans de nombreux films et séries tels que : Blue Bloods, L'Agence tous risques, L'Enfer du devoir (1re série télévisée sur la Guerre du Viêt Nam), Apocalypse Now, Nous étions soldats, Gran Torino, dans la série Supernatural par Sam et Dean Winchester (2005-2020) , RED, Les Douze Salopards (et ses suites), Il faut sauver le soldat Ryan, The Punisher, Public Enemies, Sin City ou La Chute du faucon noir (Blackhawk Down). On peut aussi voir cette arme dans le western La Horde sauvage (The Wild Bunch, 1969) de Sam Peckinpah ; entre les mains de Dutch Engstrom, joué par Ernest Borgnine. Dans une scène du film, un agent allemand fait remarquer au groupe que ce type d'arme n'est pas légal pour l'usage des particuliers car, à l'époque du scénario (1913), il était strictement réservé à l'US Army. De la même manière, il est utilisé par l'homme de main du fiancé de Rose dans le film Titanic de James Cameron (1997), alors que l'action du film se déroule en avril 1912 et que l'arme n'est en production, uniquement pour l'Armée américaine, que depuis décembre 1911. Il faut donc y voir une erreur de la part du réalisateur.  
Sur les écrans de cinéma français, il arma ainsi Le Clan des Siciliens, Le Samouraï, Les Barbouzes, Les Tontons flingueurs ou Les Morfalous. Il est visible enfin dans Gainsbourg, vie héroïque, Tchao Pantin dans les mains de Coluche, et aussi dans le manga City Hunter (Nicky Larson). C'est également (avec le Couteau de combat Ka-Bar) l'arme de prédilection de Xiang Ying et Liu Xing Hong dans Angel Heart. Le père biologique de Xiang Ying, Li Chien Chan en utilise également un pour tester la volonté de Xing Hong lorsque ce dernier trahit son unité pour protéger Xiang Ying.
Il est aussi en dotation dans plusieurs jeux vidéo dont : Metal Gear Solid 3, Metal Gear Solid 4, Call of Duty 4: Modern Warfare, Call of Duty: Modern Warfare 2, Call of Duty: Black Ops, Call of Duty: Finest Hour, Day of Defeat, Day of Defeat: Source, Brothers in Arms, Hell's Highway, Road To Hill 30, Panzerfaust, Battlefield: Bad Company 2, Battlefield 3, Battlefield 4, Battlefield Hardline, Battlefield 1, Battlefield V, Mafia: The City of Lost Heaven, Mafia II, Resistance 2, Fullmetal Alchemist, Duke Nukem Forever, Far Cry 2, Medal of Honor, The Darkness II, Hitman, L.A. Noire, Left 4 Dead, Max Payne 3, Call of Duty: Black Ops II, Far Cry 3, Far Cry 4, ArmA: Armed Assault, ARMA II, ARMA III, SWAT 3: Close Quarters Battle, SWAT 4, Fallout New Vegas (en calibre 9mm), Ghost Recon 2, Call of Duty: World at War, GTA III, GTA Vice City, GTA San Andreas, GTA III – TDE, GTA Vice City – TDE, GTA San Andreas – TDE, Soldier of Fortune II: Double Helix, H1z1, Call of Duty: Black Ops III, SCUM et PlayerUnknown's Battlegrounds.
Enfin sa célébrité lui vaut d'être présent (ainsi que ses clones modernisés) dans le monde de l'Airsoft.